# Corte Superior de Justicia de Pasco
La Corte Superior de Justicia de Pasco es el tribunal de apelación cuya sede es la ciudad de Cerro de Pasco, capital del departamento de Pasco y cuya competencia se extiende a todo el Distrito Judicial de Pasco. Fue creada el 17 de septiembre del 2004 durante el gobierno de Alejandro Toledo. Está compuesta por un total de 2 salas superiores que conocen en segunda instancia las sentencias expedidas por los juzgados especializados del distrito judicial.

## Historia
Los inicios de esta corte se remontan a la creación de la Corte Superior de Justicia de Junín, la misma que fue creada el 30 de febrero de 1920 mediante Ley N° 4049. Inicialmente, la competencia de esta corte se fijó sobre el territorio de los departamentos de Huánuco y Junín (que en ese momento incluía las provincias del actual departamento de Pasco y cuya capital era, precisamente, la ciudad de Cerro de Pasco). La corte se instaló en Cerro de Pasco el 15 de mayo de 1920 bajo el gobierno de Augusto B. Leguía y sus primeros vocales fueron los señores Oscar Blondet, Miguel A. Martínez, Bernardino León; el Fiscal y el fiscal fue el doctor Gerardo J. Lugo.
El 15 de enero de 1931, según decreto del presidente Luis Miguel Sánchez Cerro, la ciudad de Huancayo fue nombrada capital del departamento de Junín en reemplazo de Cerro de Pasco. Este cambio generó el establecimiento en Huancayo de las oficinas gubernamentales de nivel departamental como la Prefectura del departamento y la Corte Superior de Justicia.
El 20 de diciembre de 1935, durante el gobierno de Oscar R. Benavides, se creó el Distrito Judicial de Huánuco que incluiría dentro de su competencia a las provincias del departamento de Huánuco, así como la provincia de Pasco que aún pertenecía al departamento de Junín. Desde entonces, el territorio de la provincia de Pasco (de la que luego se escindió la provincia de Daniel Alcides Carrión) fue parte de la competencia de la Corte Superior con sede en Huánuco. Posteriormente, el 17 de septiembre del 2004, mediante Resolución del Consejo Ejecutivo del Poder Judicial N° 168-2004-CE, se creó la Corte Superior de Justicia de Pasco escindiendo ambas provincias de la competencia de Huánuco y estableciendo una nueva sede en Cerro de Pasco.

## Competencia territorial
Según la organización territorial inicial, las Cortes Superiores tenían competencia territorial en el departamento de su sede, el mismo que se correspondía con un determinado Distrito Judicial. Sin embargo, esta división fue modificándose paulatinamente por razones de cercanía comunicativa. En la actualidad la Corte Superior de Justicia de Pasco es una excepción a esa regla al tener competencia territorial sobre solo dos provincias de las tres que conforman el departamento de Pasco: Pasco y Daniel Alcides Carrión.

## Composición
La Corte Superior de Justicia de Pasco está conformada por 2 salas superiores mixtas con sede en Cerro de Pasco. Cada Sala está conformada por tres jueces superiores que, en el Perú, reciben la denominación de "vocales superiores". La reunión de todos los vocales superiores constituyen la "Sala Plena" que es el máximo órgano deliberativo de la Corte Superior.

## Presidente de la Corte Superior
De conformidad con los artículos 38 y 45 de la Ley Orgánica del Poder Judicial, los vocales eligen un Presidente de la Corte Superior. En el caso de Pasco, la elección se realiza el primer jueves del mes de diciembre cada dos años mediante votación secreta de los vocales superiores titulares.
El actual Presidente de la Corte Superior es el doctor David Ernesto Mapelli Palomino.